# 말레이시아 링깃
말레이시아 링깃(Ringgit Malaysia, Malaysian ringgit) 또는 링깃은 말레이시아의 통화의 공식 명칭이다. 1 링깃은 100 센(sen)이다. 약자로는 보통 MYR를 쓰지만, 말레이시아 국내에서는 RM이라고 주로 쓴다. M$는 1990년대에 RM으로 대체되었으나, 아직까지 비공식적으로 사용되기도 한다.
1997년 아시아 금융 위기 이후로 말레이시아는 마하티르 빈 모하맛가 주도하여 미국 달러와 1 달러 당 3.80 링깃 비율의 고정 환율제를 채택하였다. 2005년 7월 21일 중국 런민비의 미국 달러에 대한 고정환율제 중단이 발표된 직후에 링깃 역시 7년 간의 고정환율제를 중단하였다.

## 같이 보기
- 말레이시아의 경제